# Biskupice (okres Chrudim)
Biskupice (německy Biskupitz) jsou obec v okrese Chrudim v Pardubickém kraji. Žije zde 75 obyvatel.

## Historie
První písemná zmínka o vesnici pochází z roku 1352 jako o lesní lánové vsi. Od roku 1787 vedeny jako součást panství Ronov nad Doubravou. V té době bylo ve vsi pouze 22 domů. Od roku 1843 se počet domů zvýšil o další tři, v této chvíli bylo v Biskupicích 175 obyvatel. Nacházela se zde cihelna, ovčín a vrchnostenský dvůr.

## Obecní správa
Biskupice se v roce 1850 staly samostatnou obcí a do roku 1950 patřily k soudnímu okresu Čáslav. Do okresu Chrudim byly zařazeny až v roce 1961. Byly brány jako místní část Ronova nad Doubravou. Znovu se Biskupice osamostatnily v roce 1992.

### Starostové
- do roku 2008 Josef Vašíček
- do 10/2018 Jaroslav Miller ml.
- Od 10/2018 Petr Hušek